# Fátima Diame
Fátima Diame, född 22 september 1996, är en spansk friidrottare som tävlar i längdhopp. Vid inomhusvärldsmästerskapen i friidrott 2024 och vid inomhusvärldsmästerskapen i friidrott 2025 tog hon brons i längdhopp.